# Нямбуи, Сулейман
Сулейман Нямбуи — танзанийский бегун на длинные дистанции. Серебряный призёр олимпийских игр 1980 года на дистанции 5000 метров. Двукратный победитель Берлинского марафона в 1987 и 1988 годах. Победитель марафона в Стокгольме 1988 года с результатом 2:14.26. На Лондонском марафоне 1989 года занял 5-е место, показав время 2:09.52 — личный рекорд. Серебряный призёр марафона в Гамбурге 1989 года.
В настоящее время является рекордсменом своей страны в беге на 3000 метров — 7.47,4 и 5000 метров — 13.20,4.